# Усобиця Святославичів
Усо́биця Святославичів — міжусобна війна в Київській Русі в 977—979 роках, між синами київського князя Святослава Хороброго, за «старійшинство» після смерті батька.

## 977 рік
Після смерті Святослава між його синами спалахнула війна. Її спровокувало вбивство київського боярина Люта князем Олегом. Ярополк, підбурений Свенельдом, вирішив помститися за нього й пішов війною проти брата.

"У РІК 6483 [975]. Коли Свенельдич, на ймення Лют 1, вийшовши якось із Києва лови діяти, гнав за звіром у лісі, узрів його Олег і спитав: «Хто се є?» І сказали йому: «Свенельдич». І, напавши, він убив його, бо й Олег діяв був лови. І через це постала ненависть межи ними, Ярополком і Олегом, і завжди мовив Ярополкові Свенельд, хотячи відомстити за сина свого: «Піди на брата свойого, і візьмеш ти волость його один»." 

Пішов Ярополк війною на Олега. Вирішив Олег піти з армією своєю супроти Ярополка і коли зіткнулися війська Ярополк виграв свого брата. Тоді Олег утік в місто своє Овруч, але на мості перед містом почалася тиснява, і давлячи один одного спихнули Олега з мосту. Ярополк взнавши, що помер його брат пішов на  Новгород воювати з братом Володимиром, але останній утік до варягів.
"Коли ж почув це Володимир у Новгороді, що Ярополк убив Олега, то, убоявшись, утік він за море. А Ярополк посадив посадників своїх у Новгороді і володів один у Русі."

## 979 рік
Зібравши військо Володимир пішов на брата щоб відвоювати престол, сказавши посередникам Ярополковим:
«Ідіте до брата мойого і скажіте йому: «Володимир іде на тебе, готуйся насупроти, битися».
Зраджений воєводою Блудом, Ярополк загинув від варязького меча у своїх княжих палатах. Відтак Володимир залишився князювати в Києві, варягів спровадив до Візантії.